# クマ＝マヌィチ窪地

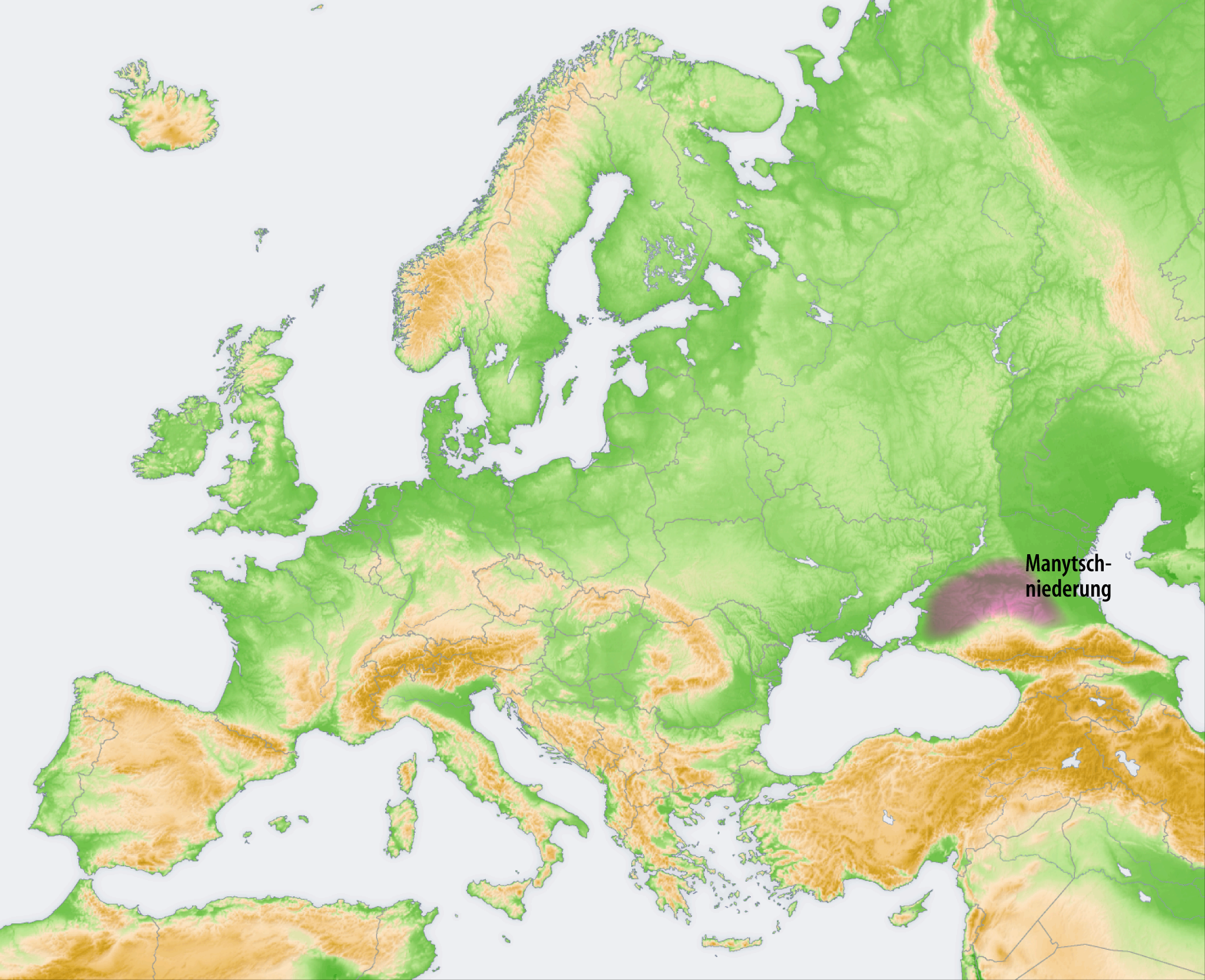
クマ＝マヌィチ窪地（紫色）

クマ＝マヌィチ窪地（ロシア語: Кумо–Манычская впадина, Kumo–Manychskaya vpadina; Kuma–Manych Depression）はロシア連邦の南西部にある東西680kmの長さの低地で、東はカスピ海沿岸低地に、西はドン川下流の低地につながっており、北の東ヨーロッパ平原（ロシア平原）と南の北コーカサス地方とを分けている。湿地や塩湖が多く、東のカスピ海に注ぐクマ川と、西のアゾフ海へ流れるマヌィチ川の下流が流れている。クマ＝マヌィチ窪地という名も、この二つの川に由来する。
クマ＝マヌィチ窪地にはクマ＝マヌィチ運河が建設され、カスピ海と黒海とを結んでいる。モズドクでテレク川から分かれて北へ向かいクマ川の貯水湖に至るテレク＝クマ運河が1930年代に築かれ、河川の水量の安定や砂漠の灌漑などに利用された。これに続き1960年代にクマ＝マヌィチ運河が完成したが、水深が浅いため新たな運河の建設も構想されている。
かつて黒海やカスピ海の水量が多かった時期には、クマ＝マヌィチ窪地はカスピ海と黒海とをつなぐ海であった時期もあったと見られる。
この低地がヨーロッパとアジアの境界とされる場合もある。1730年にロシア皇帝ピョートル2世は、スウェーデンの地理学者フィリップ・ヨハン・フォン・シュトラーレンベルクの成果を元に、クマ＝マヌィチ窪地をヨーロッパとアジアの境界と宣言している。